# Гаплофаза

Схема життєвого циклу із споричною редукцією. Гаплофаза представлена спорами, гаметофітами та гаметами

Гаплофаза (від дав.-гр. ἁπλόος — одиничний і φάσις  — прояв) — частина життєвого циклу особини, під час якої ядра її клітин містять гаплоїдний (одинарний) набір хромосом, переважно чергується із диплофазою, у якій набір хромосом подвійний. Тривалість і положення гаплофази в життєвому циклі суттєво відрізняється у різних організмів. Так у більшості тварин вона сильно редукована і практично зведена до статевих клітин. Натомість багато зелених водоростей впродовж всього життєвого циклу, за винятком стадії зиготи, є гаплоїдними організмами. У вищих спорових рослин відбувається чергування статевого і нестатевого поколінь, гаплофаза представлена гаметофітом. В ході еволюції цей етап життєвого циклу поступово редукувався і в квіткових рослин гаплоїдними є лише пророслі пилкові зерна (чоловічий гаметофіт) і зародковий мішок (жіночий гаметофіт).